# Napier Lion

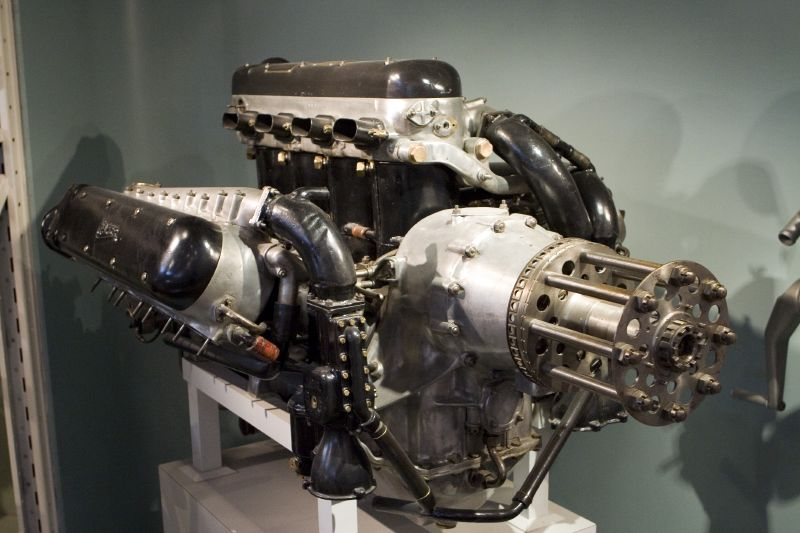
Napier Lion II im Canada Aviation Museum

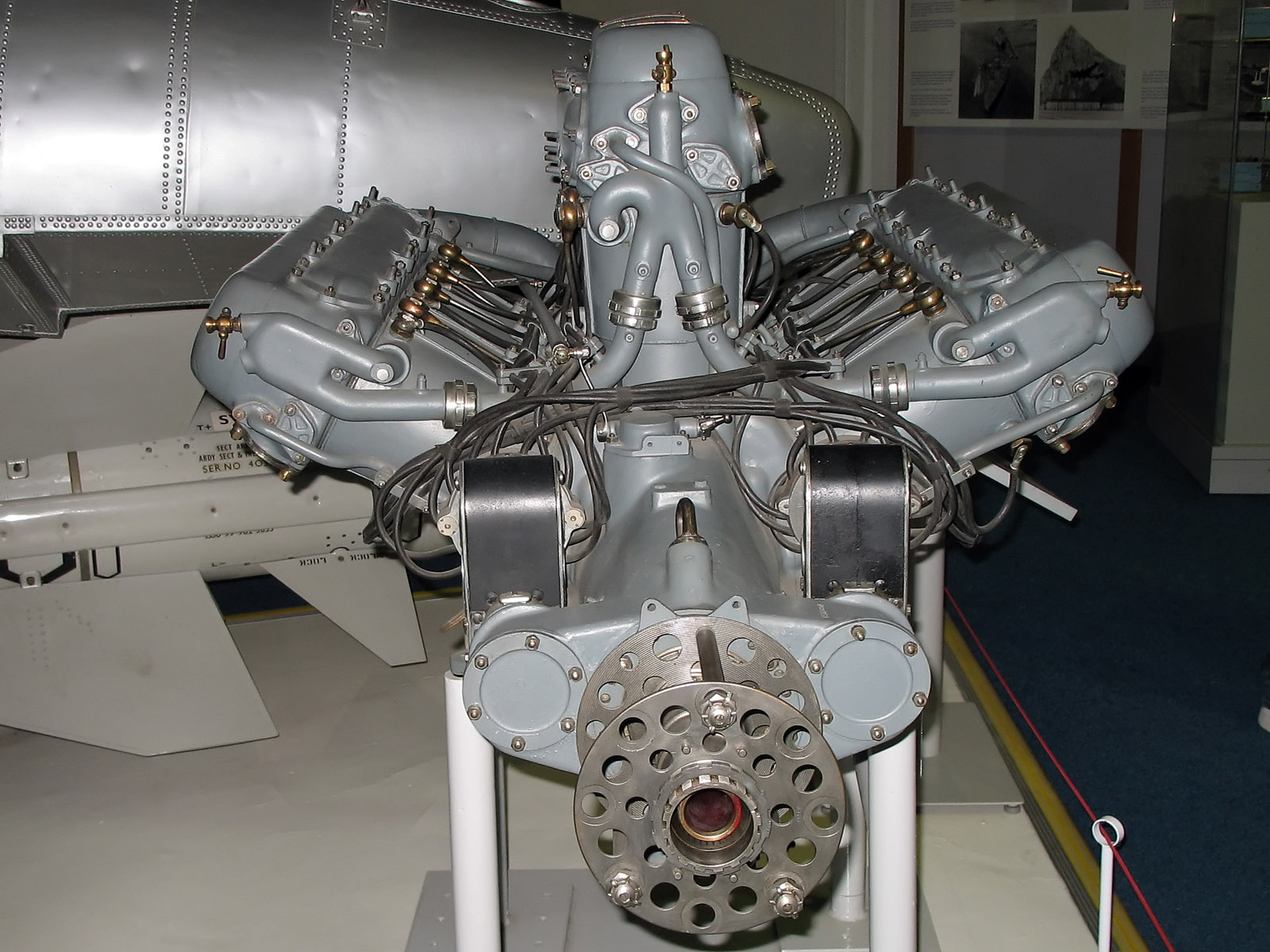
Napier Lion VII von vorn

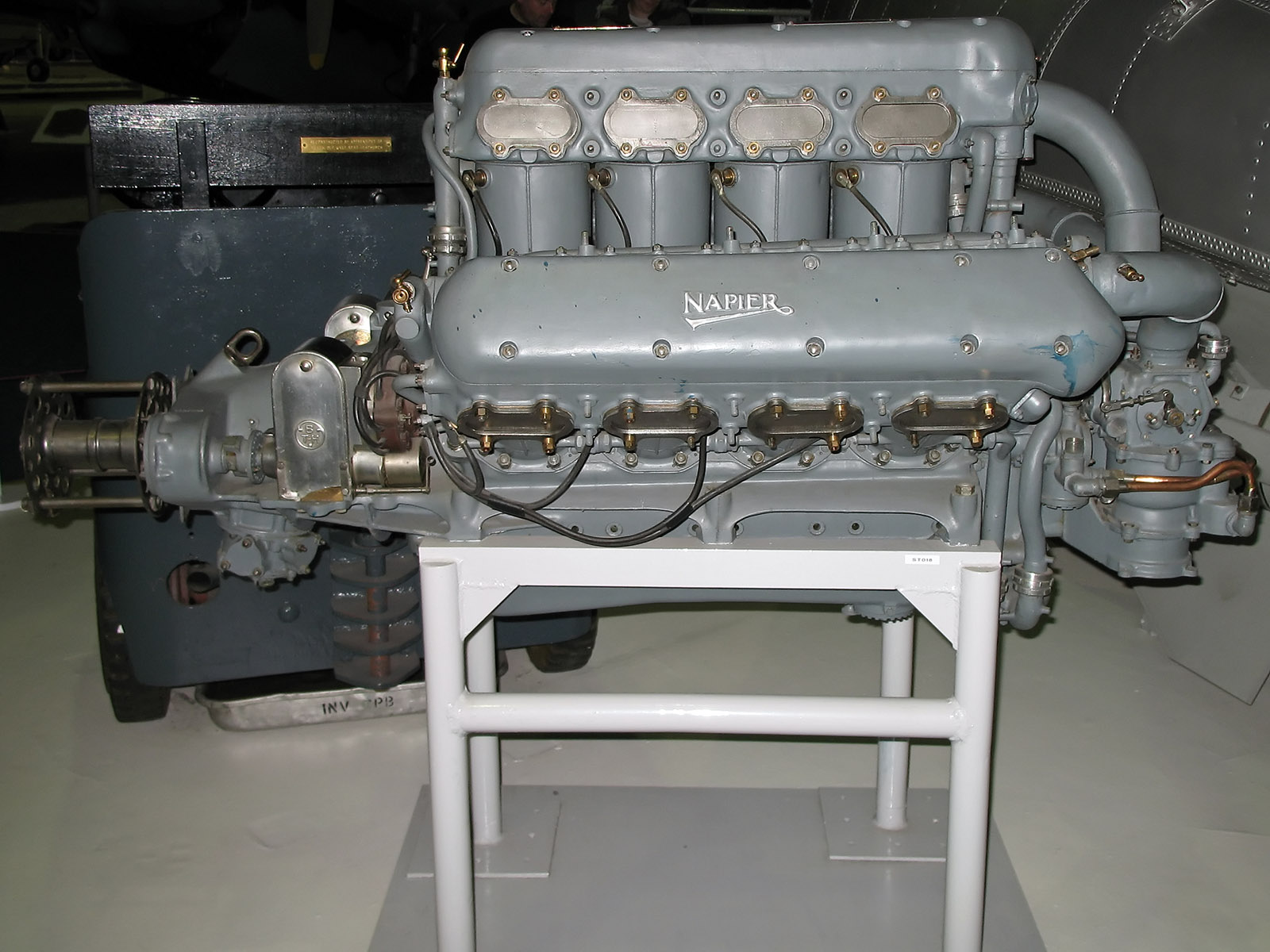
Napier Lion VII seitlich

Der Lion ist ein 12-Zylinder-W-Flugmotor von Napier. Als „W-Motor“ hat er drei Bänke mit jeweils vier Zylindern. Er wurde 1917 entworfen und von 1918 bis in die 1930er-Jahre produziert. Aufgrund vieler fortschrittlicher Merkmale war er der stärkste Motor seiner Zeit und somit als Antrieb für diverse Rennflugzeuge, -boote und -autos sehr beliebt.

## Geschichte
Napier begann zu Beginn des Ersten Weltkrieges, Flugmotoren anderer Unternehmen in Lizenz zu bauen. Napier war mit den fremden Konstruktionen jedoch nicht zufrieden und beschloss 1916, einen eigenen Motor zu entwerfen. Es sollte ein markanter Hochleistungsmotor mit geringem Gewicht und hoher Zuverlässigkeit werden. So wurde ein 12-Zylinder-Motor konstruiert, der aber kein V-Motor mit zwei Zylinderbänken sein sollte, sondern ein W-Motor mit dreien.
Der Motor wurde Lion genannt und die ersten Prototypen liefen im Jahr 1917. Nachdem die Anfangsschwierigkeiten überwunden waren, ging er 1918 in Produktion. Die erste Version Lion-I leistet 335,6 kW (450 hp). Damit übernahm er die Rolle des „stärksten Flugmotors der Welt“ vom US-amerikanischen Liberty L-12, der ebenfalls ein hervorragender Entwurf mit einer Leistung von 400 PS (294 kW) war.
Als der weltstärkste Flugzeugantrieb wurde der Lion ein großer kommerzieller Erfolg. Durch seine große Beliebtheit war er während der Jahre zwischen den Weltkriegen praktisch allgegenwärtig. Zu dieser Zeit trieb der Lion rund 160 verschiedene Flugzeugtypen an. Napier baute kaum anderes und es wurde auch kaum ein Gedanke daran verschwendet, den Lion durch einen neuen Entwurf abzulösen. 1925 wurde die Autoproduktion zugunsten der Motorenfertigung aufgegeben.
In leistungsgesteigerten Rennversionen erreichte der Napier Lion Leistungen bis zu 984 kW (1320 hp), wodurch mit ihm viele Weltrekorde gebrochen werden konnten: Flughöhe, Fluggeschwindigkeit, Langstreckenflüge, Geschwindigkeiten zur See (160 km/h im Jahr 1933) und auf dem Land (Sir Malcolm Campbells Rekord-Autos wie dem über 400 km/h schnellen Bluebird aus dem Jahr 1932 und John Cobbs 634 km/h schnellem Mobil Railton Special 1947). Auch beim prestigeträchtigen Schneider Cup konnte der Lion 1922 sowie 1927 zum Sieg verhelfen.
1933 baute und fuhr Hubert Scott-Paine seine Miss Britain III, die ebenfalls von einem Napier Lion angetrieben wurde und setzte einen Geschwindigkeits-Weltrekord für einmotorige Boote.
In den 1930er-Jahren erschien eine neue Generation größerer und stärkerer Motoren wie der Bristol Hercules oder der Rolls-Royce Merlin, die den Lion von seinem Platz als stärkster Flugzeugmotor verdrängten.
Napier begann folglich neue Motoren zu entwerfen, darunter der Cub (ein wassergekühlter X16-Motor mit 1000 PS), der ebenfalls 16-zylindrige Rapier (ein luftgekühlter H-Motor mit 400 PS) sowie ein weiterer luftgekühlter H-Motor – der 24-zylindrige Dagger mit 1000 PS. Später kamen noch der wassergekühlte H24-Motor Sabre, Nomad und Deltic sowie PTL-Triebwerke (Naiad, Eland) hinzu.

## Konstruktion
Der Lion ist ein W-Motor mit drei Zylinderbänken à vier Zylindern, die im 60°-Winkel zueinander stehen. Der Motorblock ist aus einer Aluminiumlegierung hergestellt. Bei einer Zylinderbohrung von 139,7 mm und einem Kolbenhub von 130,2 mm hat der Motor einen Gesamthubraum von rund 23.944 cm3. Er hat Vierventil-Zylinderköpfe und insgesamt sechs obenliegenden Nockenwellen, die über Königswellen angetrieben werden. Des Weiteren hat es zwei Zündkerzen pro Zylinder. Das Kraftstoffluftgemisch wird von mehreren Vergasern aufbereitet. Gekühlt wird der Motor mit Wasser. In seiner unaufgeladenen Basisausführung leistet der Motor ca. 335,6 kW (450 hp) bei 1950 min−1. Im weiteren Verlauf der Produktion wurde der Lion mit Kompressoraufladung und ab 1922 mit einem Turbolader versehen, seine Leistung stieg serienmäßig auf über 400 kW an, die hochverdichtete Rennversionen VII D leistet fast 1 MW.

## Technische Daten (Lion V)

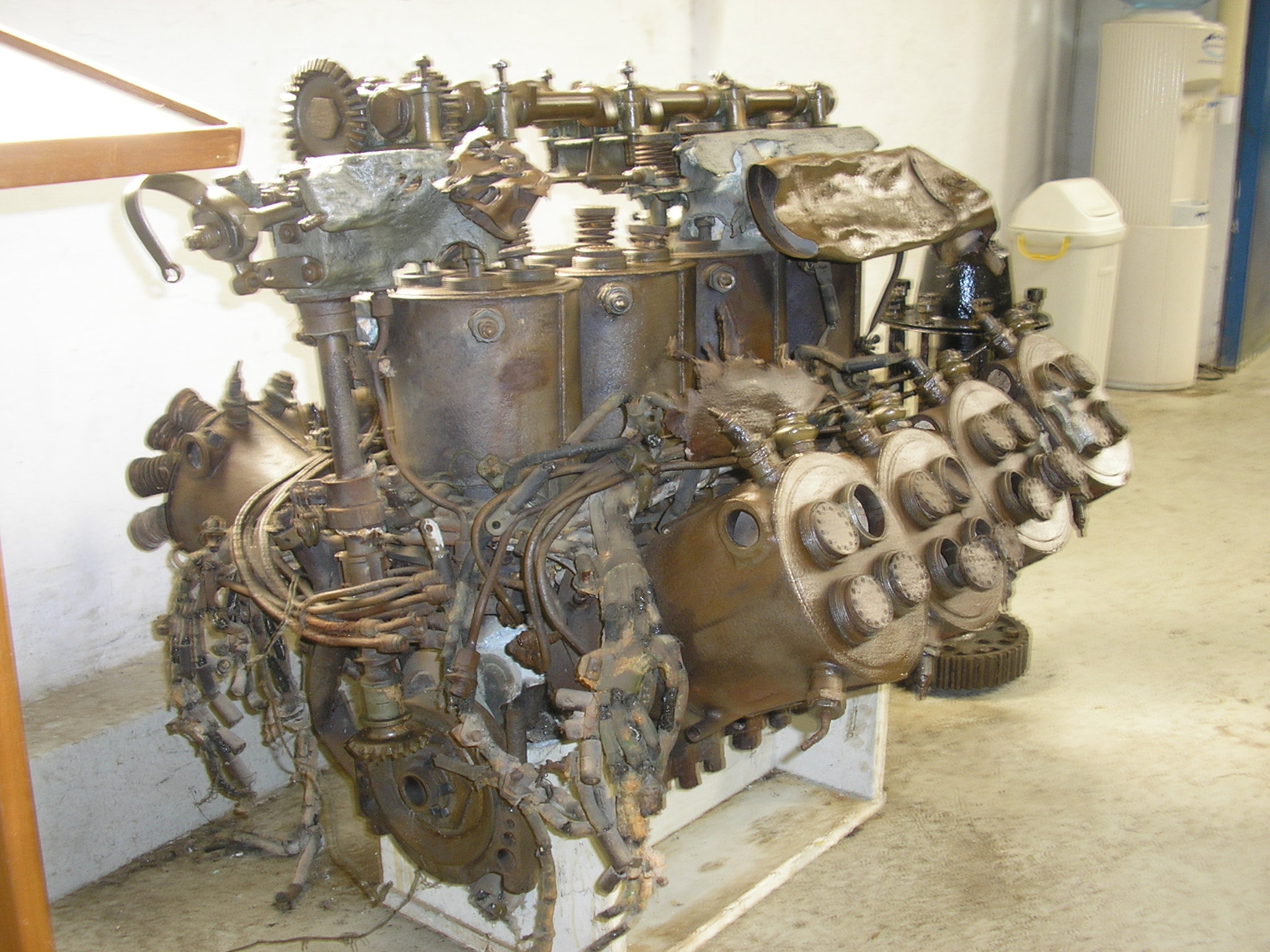
Aus dem Mittelmeer bei Malta geborgener Motor einer Fairey III F

- Typ: wassergekühlter 12-Zylinder-W-Motor mit Aufladung
- Hub: 130,2 mm (5,125 Zoll)
- Bohrung: 139,7 mm (5,5 Zoll)
- Hubraum: 23,94 Liter
- Kompression: 5:1
- Masse: 439,4 kg
- Steuerung: 4 Ventile pro Zylinder (2 für Einlass und 2 für Auslass); königswellengetriebene doppelte, obenliegende Nockenwellen (DOHC)
- Kühlung: Wasser
- Leistung: 350,5 kW bei 2000 min−1
- Spezifische Leistung: 14,64 kW/Liter
- Leistungsgewicht: 1,25:1 (kg/kW)

## Modellvarianten
| Modell | Jahr     | Nennleistung             | Maximalleistung          | Verdichtungsverhältnis | Masse    |
| ------ | -------- | ------------------------ | ------------------------ | ---------------------- | -------- |
| I      | 1918     | 335,6 kW bei 1950 min−1  |                          |                        | 389,6 kg |
| V      | bis 1928 | 350,5 kW bei 2000 min−1  | 372,85 kW bei 2250 min−1 | 5:1                    | 439,4 kg |
| V A    | ?        | 372,85 kW bei 2250 min−1 | 387,76 kW bei 2475 min−1 | 5,8:1                  | 439,4 kg |
| VII    | ?        | 447,42 kW bei ?          | ?                        | ?                      | ?        |
| VII A  | ?        | 671,13 kW bei 3300 min−1 | ?                        | 10:1                   | 385 kg   |
| VII B  | ?        | 652,5 kW bei 3300 min−1  | ?                        | 10:1                   | 421,3 kg |
| VII D  | ?        | 984,3 kW bei 3600 min−1  | ?                        | 10:1                   | 421,3 kg |
| VIII   | ?        | 399 kW bei 2350 min−1    | 417,6 bei 2585 min−1     | 6,25:1                 | 421,3 kg |
| XI     | ?        | 402,68 kW bei 2350 min−1 | 432,5 bei 2585 min−1     | 6,25:1                 | 443,9 kg |
| VX     | ?        | 417,6 kW bei 2350 min−1  | 451,15 bei 2600 min−1    | ?                      | 458,9 kg |

## Verwendung
- Avro Bison
- Blackburn Blackburn
- Blackburn Dart
- Blackburn Ripon
- Blackburn Velos
- Fairey III
- Fairey Fawn
- Handley Page Hyderabad
- Heinkel HE 5
- Heinkel HD 17
- Mitsubishi B1M
- Napier-Bentley
- Supermarine S.4
- Supermarine S.5
- Supermarine Seagull (1921)
- Supermarine Southampton
- Vickers Vernon
- Vickers Valparaiso
- Vickers Victoria
- Vickers Virginia
- Vickers Vixen
- Westland Walrus